# Car de luptă

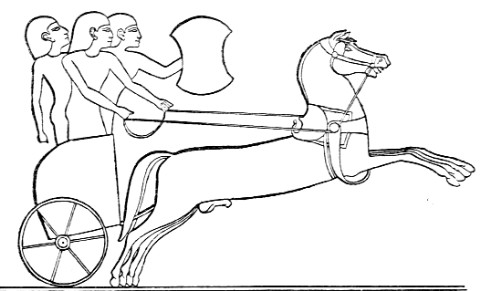
Car de luptă hitit

Carul de luptă este cel mai timpuriu și mai simplu tip de trăsură, utilizat de popoarele antice, atât în scopuri militare, cât și civile.
Primele care de luptă au fost construite în Mesopotamia începând cu 3000 î.Hr. și în China în timpul mileniului al doilea î.Hr..